# بول هوك
بول هوك (بالإنجليزية: Paul Huck)‏ (و. 1940 – م) هو محام، وقاض من الولايات المتحدة الأمريكية .

## التعليم
تعلم في جامعة فلوريدا.